# Serra de Sant Miquel (Castellví de Rosanes)
La Serra de Sant Miquel és una serra situada al municipis de Gelida, a la comarca de l'Alt Penedès, i el de Castellví de Rosanes, a la comarca del Baix Llobregat, amb una elevació màxima de 544 metres.